# Proteïna Neo-2/15
La proteïna Neo-2/15 o Neoleukin-2/15 (en anglès) és una proteïna sintètica dissenyada per ordinador per part dels científics de l'Institut de Disseny de Proteïnes (Institute for Protein Design) de l'Escola de Medicina de la Universitat de Washington a Seattle, Estats Units. Aquesta proteïna sintètica imita l'acció beneficiosa de la interleucina-2 (IL-2) i la interleucina-15 (IL-15) en el tractament del càncer i de malalties autoimmunitàries, i evita els seus efectes nocius.
| Nom            | Símbol   | Estructura primària: seqüència d'aminoàcids                                                                             | Massa molecular | Aminoàcids (residus) | Tipus de molècula       |
| -------------- | -------- | --- | --------------- | -------------------- | ----------------------- |
| Neoleukin-2/15 | Neo-2/15 | 1 gshmpkkkiq lhaehalyda lmilnivktn sppaeekled yafnfelile eiarlfesgd 61 qkdeaekakr mkewmkrikt tasedeqeem anaiitilqs wifs | ≈11440 Da       | 104                  | Interleucina (citocina) |

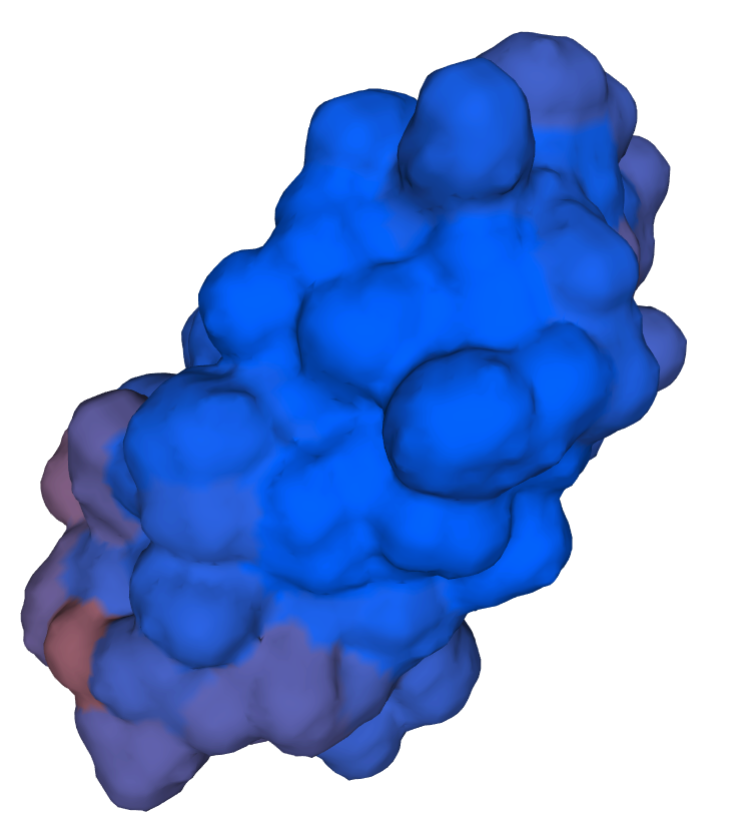
Representació de la superfície tridimensional de la Proteïna Neo-2/15

## Intent de mutació de la IL-2
Prèviament a la creació d'aquesta nova proteïna, molts científics i grups de recerca havien intentat millorar l'eficàcia de la IL-2 com a tractament contra malalties com el càncer reduint la seva toxicitat. Per assolir aquest objectiu, el que feien era mutar la interleucina-2 humana de manera que així pogués sorgir una altra interleucina-2 que conservés els beneficis de l'original i evités els efectes nocius. El que volien aconseguir era que aquesta nova proteïna no s'unís al receptor alfa de la IL-2, però sí pogués interactuar amb el complex receptor beta-gamma de la IL-2.
Tot i això, van sorgir problemes amb aquesta tècnica de mutació, ja que si de manera natural algunes proteïnes, com ara la IL-2, ja són inestables, la seva forma mutada encara ho pot ser més, i aquest va ser el cas de la IL-2.
Aleshores es van adonar que una possible solució podia ser crear la proteïna de nou, de zero. Gràcies als grans i fonamentals avenços en el camp de l'enginyeria biomèdica i biomolecular, que han permés la creació de noves estratègies de disseny molecular, els científics i investigadors van tenir l'oportunitat de dur a terme el seu projecte, el qual pot arribar a ser essencial en un futur.

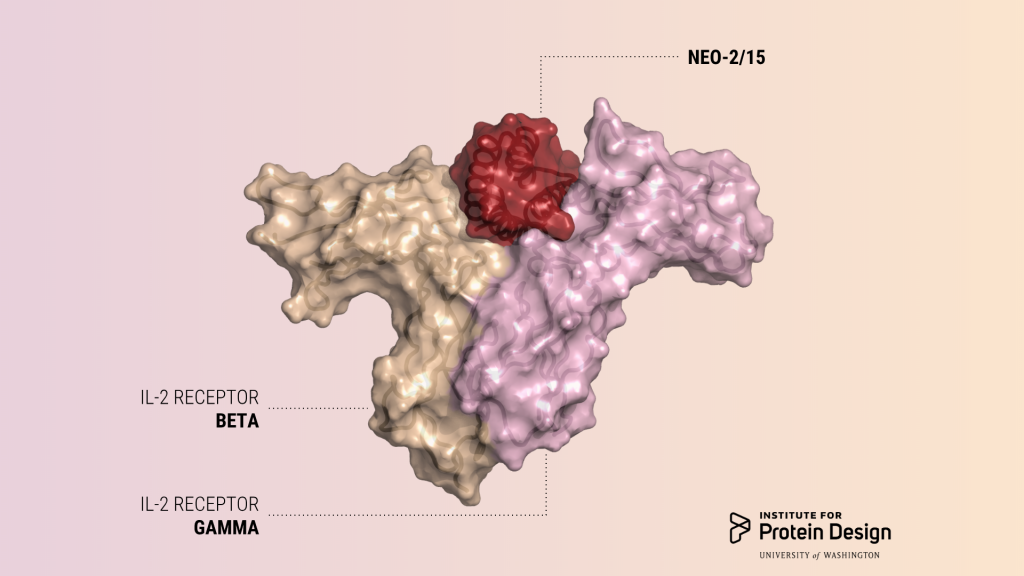
La proteïna Neo-2/15 s'uneix al receptor beta i gamma de la IL-2

## Creació d'una nova proteïna: Neo-2/15
Aquesta nova proteïna ha sigut fruit de la feina i la recerca d'investigadors de l' “Institute for Protein Design (IPD)” de la Universitat de Washington, Seattle. El professor David Baker (director de l'IDP), juntament amb els seus companys, va iniciar aquest projecte amb la finalitat de trobar tractaments més eficients per malalties que avui en dia encara no podem curar. Les proteïnes són màquines moleculars que realitzen tasques vitals en els nostres organismes, i amb els avenços en ciències i tecnologies biològiques i informàtiques, el concepte de creació molecular pot arribar a resultar una nova via d'investigació fonamental en un futur.
L' “Institute for Protein Design (IPD)” es va formar el 2012 i acull experts de molts àmbits diferents de la ciència amb la finalitat d'unir la biotecnologia amb les indústries informàtiques i poder fer possible el que el seu mateix nom indica, el disseny de proteïnes artificials, sobretot enfocat al disseny de teràpies basades en proteïnes per al càncer i d'altres malalties.
Per dissenyar una versió nova i millorada de la IL-2, i poder evitar així els seus efectes tòxics, els investigadors de l'IPD van començar estudiant l'estructura proteica coneguda d'aquesta interleucina. El nucli de la proteïna conté quatre elements estructurals, coneguts com a hèlix alfa, que creen els llocs d'unió per als receptors beta i gamma de la IL-2; en la proteïna IL-2 natural. Aquests elements estructurals estan units entre si d'una manera concreta que confereix inestabilitat a la molècula.
Els investigadors van utilitzar programari informàtic, anomenat Rosetta, per mantenir les superfícies d'enllaç creades per les hèlix alfa alhora que van reorganitzar la resta de la proteïna per fer-la més estable. El resultat va ser una seqüència proteica completament diferent que compartia les característiques importants de la IL-2 natural. Els investigadors van poder provar la nova proteïna avaluant la seva capacitat per unir-se al complex receptor beta gamma de la IL-2.

Estructura tridimensional de la proteïna Neo-2/15

Després de diverses modificacions, els investigadors finalment havien creat una nova versió funcional de la interleucina 2 que era molt més estable que la proteïna natural, i s'unia fortament al complex receptor beta gamma de la IL-2, sense unir-se al receptor alfa.
Tot i que la nova proteïna, Neo-2/15, encara ha de superar varies proves i assaigs clínics, ha estat un èxit pel professor David Baker i els diferents col·laboradors el fet d'haver creat una versió de la proteïna IL-2 que ha resultat ser funcional.
S'ha comprovat, en un estudi amb ratolins, que la nova proteïna proporciona un tractament eficaç contra el càncer de pell i de còlon, amb menys efectes secundaris nocius que l'IL-2 original. Aquesta conclusió es va extreure en observar un resultat molt positiu en la seva unió als receptors beta i gamma, la qual va activar les cèl·lules immunes contra el càncer i va alentir el creixement del tumor. Com que la proteïna dissenyada no tenia un lloc d'unió pel receptor alfa, les dosis efectives de Neo-2/15 no van causar efectes secundaris tòxics.
El pas següent és optimitzar la proteïna per a fer-la efectiva en assajos clínics. Tot i que això encara representa un llarg camí, els científics tenen grans expectatives en aquesta innovadora molècula.
Els creadors van nomenar la nova proteïna Neoleukin-2/15 (Neo-2/15) perquè es tracta d'una nova interleucina que imita tant la IL-2 com la IL-15.
Els resultats es van publicar a la revista Nature el 10 de Gener de 2019.

## Components
La proteïna Neo-2/15 és una proteïna sintètica que agrupa els beneficis de dues interleucines, la interleucina 2 i la interleucina 15.

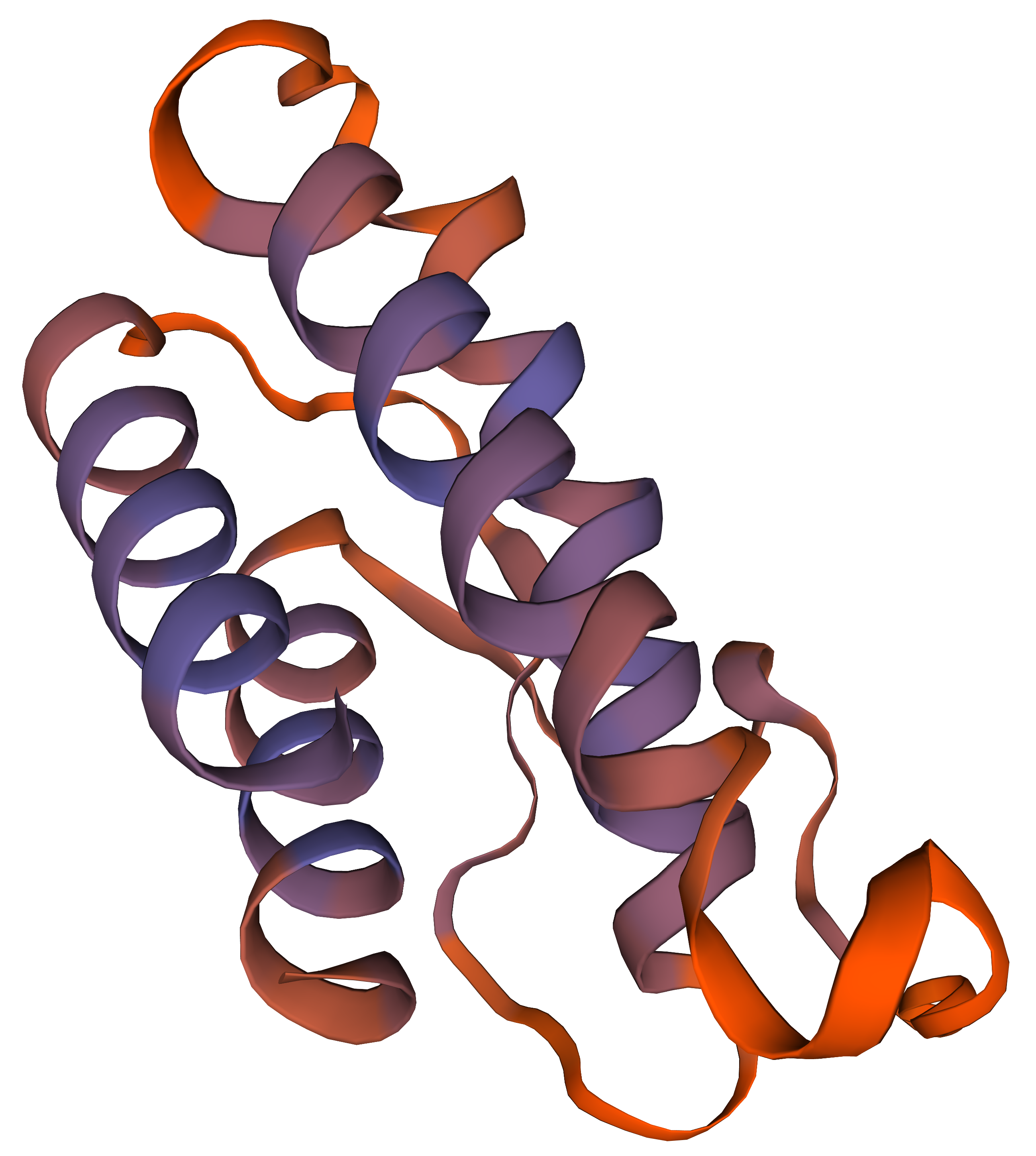
Estructura tridimensional de la Interleucina-2

### Interleucina-2
La interleucina-2, també coneguda com a IL-2, és una citocina secretada pels limfòcits T del sistema immunitari quan detecten l'arribada d'un agent patogen a l'organisme.. Pertany a un grup de proteïnes relacionades que generen cèl·lules a l'organisme, com ara els leucòcits (o glòbuls blancs). A més, la IL-2 augmenta el creixement i l'activitat d'altres limfocits T i B, i afecta el desenvolupament del sistema immunitari.
Resulta útil en la medicació anticancerosa i proporciona un tractament eficaç per a les malalties autoimmunitàries. Això és possible gràcies a que la IL-2 pot activar les cèl·lules responsables de l'activitat antitumoral, que és l'efecte que es busca en el tractament dels pacients.

#### Usos de la IL-2 contra el càncer

Estructura tridimensional del receptor gamma.

La IL-2 és responsable de la regulació de l'activitat dels glòbuls blancs i, per tant, té una funció significativa d'estimulació del sistema immunitari. Aquesta capacitat de la IL-2 d'expandir les cèl·lules T mantenint la seva activitat funcional s'ha utilitzat en el tractament immunològic del càncer i fins i tot ha contribuït en l'eliminació de tumors.
Aquest procés succeeix mitjançant una via de senyalització que implica dos receptors, anomenats beta i gamma. La unió de la IL-2 als receptors gamma i beta forma el que es coneix com a complex de receptors beta-gamma IL-2. És aleshores quan es produeix aquesta funció que té la interleucina de combatre estructures tumorals.
El motiu pel qual s'ha investigat un substitut per a la IL-2 en aquesta tasca és perquè el procés provoca efectes secundaris tòxics, i això ha portat a limitar el tractament anticancerós amb aquesta substància. Els efectes secundaris que s'identifiquen generalment són símptomes similars a la grip, nàusees, pressió arterial baixa, confusió i edema (retenció d'aigua), entre d'altres. També s'han donat casos d'efectes secundaris més greus, com ara danys hepàtics i insuficiència renal. En conseqüència, només són capaços de tolerar aquest tractament els pacients amb una salut relativa.
Els científics no tenen gaire clar quin és l'origen d'aquestes reaccions tòxiques. Tot i així, s'han realitzat uns estudis en ratolins que han fet pensar la causa d'aquests efectes nocius per a l'organisme és la unió de la IL-2 als receptors alfa d'un altre tipus de cèl·lula immunològica.

#### IL-2 en la Proteïna Neo-2/15

Estructura tridimensional del receptor beta.

Els pacients sotmesos a un tractament IL-2 amb dosis elevades han presentat aquests efectes secundaris tòxics i immunosupressors, i això ha limitat l'ús d'aquesta citocina. Durant les últimes dècades s'ha intentat modificar la IL-2 per a fer-la més segura i efectiva, però això ha resultat molt complicat a causa de la inestabilitat de les proteïnes naturals.
No obstant, els investigadors de l'IDP han aconseguit imitar els beneficis de la IL-2 amb la creació d'una nova proteïna totalment sintètica, la proteïna Neo-2/15, tot evitant els efectes perjudicials que proporciona aquesta citocina. La nova proteïna activa les cèl·lules amb activitat antitumorals sense l'activació de les cèl·lules tòxiques i immunosupressores. El disseny de la Neo-2/15 s'ha dut a terme amb el programa Rosetta, mitjançant el qual els dissenyadors han aconseguit idear una proteïna amb unes característiques estructurals específiques que li permetin unir-se al receptor beta i gamma de les cèl·lules immunològiques però no al receptor alfa, de manera que s'evita l'aparició dels efectes secundaris i tòxics. Per tant, la proteïna Neo-2/15 ha demostrat tenir, en models animals, la mateixa capacitat per estimular les cèl·lules T que combaten el càncer que la IL-2, però sense desencadenar efectes secundaris nocius. A més a més, la proteïna Neo-2/15 és molt petita i estable, perquè ha estat dissenyada des de zero i, per tant, els seus autors tenen totes les seves parts controlades. Per aquest motiu tenen l'opció de continuar amb el projecte de la seva millora per tal d'assolir la seva versió més estable i amb activitat òptima. Neo-2/15, no recull només els beneficis de la IL-2, sinó que també compta amb algunes de les propietats d'una altra citocina, la IL-5. Actualment s'està estudiant la seva funció en inmunoteràpies contra el càncer.
En poques paraules, la Neo-2/15 es e spot definir com una proteïna sintètica dissenyada per a que s'uneixi als receptors beta i gamma de cèl·lules que lluiten contra processos tumorals, però no als alfa, de manera que s'evita l'aparició de toxicitat i altres efectes secundaris.

Estructura tridimensional de l'acoblament dels receptors gamma i beta a la proteïna Neo-2/15 (La cadena groga correspon al receptor beta, la cadena verda correspon al receptor gamma i la cadena lila correspon a la proteïna Neo-2/15)

### Interleucina-15
La IL-15, interleucina-15, és una citocina pleiotròpica amb un ampli abast de funcions biològiques en diferents tipus de cèl·lules. Es va descriure per primer cop el 1994, i està formada per 114 aminoàcids. Té un pes molecular d'uns 14/15kDa, i es troba glicosilada en dos llocs de la regió C-terminal. Pertany a la família de les citosines tipus I (en la qual també es troben la IL-2, IL-4, IL-7, IL-9, IL13 i IL-21 entre d'altres), ja que presenta una estructura de 4 hèlix alfa antiparal·leles.

La IL-15 té un paper fonamental en el desenvolupament de respostes immunes inflamatòries i protectores davant els organismes paràsits microbians, a més d'encarregar-se del desenvolupament i manteniment de les cèl·lules efectores que regulen aquests mecanismes de defensa de l'organisme. Modula les cèl·lules dels sistemes immunitaris innat, regulat principalment per fagòcits (neutròfils i macròfags o monòcits) i adaptatiu, regulat per limfòcits T i B activats per antígens, regulant així la resposta de l'organisme davant els atacs d'agents infecciosos. A més, també s'ha demostrat que aquesta proteïna indueix la maduració d'alguns tipus de limfòcits NK. Això últim s'ha estudiat en ratolins, de manera que alguns han estat genèticament modificats per tenir el gen que codifica la IL-15 mutat o defectuós; aquests han presentat diversos defectes en cèl·lules efectores de la immunitat innata sobretot, incloent l'absència de determinades cèl·lules NK i de la seva activitat citotòxica.

Estructura tridimensional de la interleucina 15

La IL-15 ara es reconeix com una citocina amb una potent supervivència i efectes immunomoduladors, emprant així un paper central en els mecanismes de defensa contra els patògens. Tot i que IL-15 comparteix el complex de senyalització βγ i algunes funcions amb la IL-2, la IL-15 no indueix moltes de les toxicitats provocades per IL-2. La capacitat de l'IL-15 per activar i ampliar cèl·lules NK, cèl·lules NKT, memòria efectora CD8 + i limfòcits T de memòria central, fa que IL-15 sigui un excel·lent adjuvant de citocines a incorporar a les estratègies de vacuna contra malalties infeccioses. Això permet millorar l'efectivitat d'aquestes vacunes i les converteix en una modalitat immunoterapèutica enfront de la presència d'antígens.
Per una altra banda, i en contrast amb les respostes immunes protectores que defensen l'hoste contra agents infecciosos, la IL-15 també està implicada en el desenvolupament de diverses malalties inflamatòries, autoimmunes i cròniques.

## Estructura
L'estructura de la nova proteïna, fruit de la recerca biomèdica i creada artificialment amb l'objectiu clínic de trobar un tractament més efectiu pel càncer, s'apropa a la idònia per dur a terme la funció per la qual ha estat creada, tot i que encara són necessaris més estudis perquè resulti útil amb éssers humans. El disseny, basat en un programa informàtic, està pensat per funcionar en animals, i recull algun dels components de la interleucina 2 (IL-2) i la interleucina 15 (IL-15) per assolir la reproducció dels seus possibles efectes beneficiosos, suprimint-ne aquells que resulten perjudicials per les cèl·lules afectades. La Neo-2/15 evita, per tant, la reproducció d'allò que comporta la inestabilitat de la IL-2, així com els efectes perjudicials de les dues interleucines, i aporta un nou mètode de tractament del càncer (basat en la immunoteràpia).
En el disseny de la proteïna, basat en bona part en la imitació de la IL-2, es va preveure conferir-li a la seva superfície la capacitat d'unir-se i activar l'heterodímer βγc dels receptors beta (IL-2 Receptor Beta (β)) i gamma (IL-2 Receptor Gamma (γ)) de la IL-2, com fan les citocines naturals. D'altra banda, es va impedir artificialment la seva associació amb els receptors alfa tant de la IL-2 (IL-2Rα, també conegut com a CD25) com de la IL-15 (IL-15Rα, també anomenat CD215), que són els responsables de part dels efectes secundaris perjudicials que caracteritzen les dues citocines, especialment la IL-2. Amb això s'ha aconseguit optimitzar l'activació funcional de la IL-2, així com mitigar bona part dels efectes nocius de la mateixa. A banda d'aquests punts d'unió amb els receptors beta i gamma, l'estructura de la Neo-2/15 no està relacionada ni a nivell topològic ni en la seqüència d'aminoàcids amb les dues interleucines. El complex format tant per la Neo-2/15 com pels receptors beta i gamma es coneix, a nivell tècnic, com a IL-2R2Rβγc, i consta d'un total de 104 aminoàcids.
El fet d'haver-la creat des de zero implica que des del disseny inicial a la pròpia creació de la proteïna aquesta ha sigut susceptible de patir canvis; en aquest cas, existeix un disseny optimitzat que es correspon amb l'estructura real amb la qual s'està treballant de la Neo-2/15, que és molt similar a la del disseny computacional. Presenten diferències en aspectes molt concrets, com seria l'ordenació espacial d'algunes de les 4 hèlixs alfa que formen part de la proteïna, això en el cas dels ratolins. Com que el disseny de la Neo-2/15 es va basar en l'estructura del complex humà, s'ha vist que les simulacions suggereixen que els canvis en les hèlixs en aquest cas són mínims o inexistents.
Les estructures, tant de la proteïna com de tot el complex, són de caràcter cristal·lí, significativament compactes i hiperestables. Aquesta estabilitat fa referència, en part, al fet que no perd afinitat d'unió amb el complex IL-2Rβγc amb tanta facilitat com els passa a les citocines naturals. De fet, mentre que la Neo-2/15 és capaç de mantenir el seu grau d'afinitat durant 2 hores i essent incubada a una temperatura de 80 °C, la IL-2 i algun altre model modificat s'inactiven completament després de 10 minuts. Més enllà d'això, s'ha comporvat en cultius de cèl·lules primàries que la Neo-2/15 impulsa la supervivència dels limfòcits T de manera efectiva després de 60 minuts d'ebullició a una temperatura de 95 °C, mentre que aquestes condicions inactiven els altres models d'interleucines amb els quals s'havia provat. Aquest canvi en l'estructura, basat en alteracions en la seqüència d'aminoàcids, confereix a la Neo-2/15 una major afinitat que les citocines naturals amb el complex IL-2Rβγc en ratolins i éssers humans.
El fet d'haver estat creada artificialment no només li confereix a la Neo-2/15 la seva elevada estabilitat, sinó que implica que el coneixement de base que tenen els investigadors de la proteïna en ralació a la seva estructura possibilita la futura millora de la mateixa, en funció dels resultats que s'obtiguin de la teràpia en l'àmbit clínic.

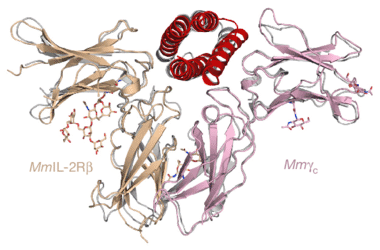
Estructura de la Neo-2/15 amb el complex receptor beta gamma de la IL-2 dels ratolins

## Aplicacions terapèutiques
Abans de la creació de la Neo-2/15 ja s'havien dut a terme intents de reenginyeria de les interleucines 2 i 15 per potenciar els seus efectes terapèutics i intentar afavorir el tractament de malalties com ara el càncer i altres patologies autoimmunitàries. D'una banda, la baixa estabilitat de la IL-2 i la seva forta dependència del CD25 havia sigut un obstacle per l'objectiu plantejat. D'altra banda, s'havien dut a terme intents amb la IL-15, atès que aquesta provoca una senyalització similar a la de la IL-2 en un determinat pas del procés. Tot i això, el fet que l'activitat de la IL-15 depengui en part del CD215 i la seva manca d'estabilitat també van impedir assolir els efectes desitjants en els nous dissenys. És per això que es va recórrer a la creació d'una nova proteïna, la Neo-2/15, a partir de les estructures de les dues citocines en qüestió.
Els canvis que suposa la Neo-2/15 respecte de la IL-2 i la IL-15 han permès als seus autors treballar en una aplicació terapèutica de la nova proteïna en el tractament de tumors mitjançant immunoteràpia. Els beneficis que aporta són gràcies a la seva caracterització funcional, principalment. La unió entre la proteïna en qüestió i els receptors beta i gamma, i el fet que aquesta no interaccioni amb el receptor alfa, confereixen a la proteïna la capacitat d'emular els efectes beneficiosos de la IL-2 i la IL-15, evitant alguns dels seus efectes secundaris perjudicials (com ara l'aparició de toxicitat característica de la IL-2).
Abans de procedir a la injecció de Neo-2/15 en els ratolins de prova, se'ls va injectar una versió mutant inactiva de la Neo-2/15 (KO Neo-2/15) per generar anticosos policlonals contra aquesta i evitar una resposta del sistema immunitari davant un agent desconegut. Per comprovar si la Neo-2/15 és immunogènica, és a dir, si podia ser identificada com un antigen pel sistema immunitari i desencadenar una reacció, es va tractar diàriament amb Neo-2/15 els ratolins sans i amb tumors durant períodes de 4 i 2 setmanes, respectivament, i s'ha demostrat que no hi ha resposata immunogènica o que aquesta és molt baixa en ambdós casos.
Les espècies animals en les quals s'ha testat l'eficàcia clínica del disseny optimitzat de la Neo-2/15 són els ratolins i els humans, i ha quedat demostrat que les interaccions entre la proteïna i els receptors beta i gamma són significtivament superiors que les presents en la IL-2 natural. La taxa d'associació és, de fet, molt elevada, tenint en compte que es tracta d'una molècula relativament similar a la citocina. A més a més, el fet que no s'uneixi al receptor alfa hauria de permetre l'ús de la Neo-2/15 en el tractament antitumoral ja mencionat, en absència de perjudicis físics com seria una determinada dosi de toxicitat pel pacient que està en tractament.
Sobre el marc pràctic cal remarcar que en les proves fetes al laboratori amb animals els resultats han sigut positius, en tant que han permès estimular l'activació de les cèl·lules immunitàries que prenen partida en la supressió de les cèl·lules canceroses sense generar gairebé efectes secundaris.
Pel que fa a la dosimetria, els estudis amb ratolins han demostrat que la taxa d'expansió de cèl·lules Treg immunosupressores (limfòcits T) de la Neo-2/15 és inferior a la de la IL-2, fet que acostuma a suggerir una major capacitat supressiva de tumors.
Malgrat això, la investigació encara està en procés, i en funció dels resultats que s'obtinguin existeix la possibilitat que es doni una futura modificació de la proteïna amb l'objectiu de fer-la més efectiva. Però aquest esdeveniment de creació d'una nova proteïna a nivell computacional no només suposa un avenç en el tractament d'una malaltia com és el càncer, sinó que demostra que és plausible retenir o modificar l'activitat d'una citocina si es redissenya la seva estructura original i es fan canvis en les seccions que redueixen la seva estabilitat. Això evidencia la possibilitat d'estendre el disseny computacional de teràpies a proteïnes actives a nivell biològic. Extrapol·lant aquest fet a la recerca clínica, es pot inferir, com a perspectiva de futur en la investigació terapèutica, que el redisseny de molècules complexes que mantenen propietats d'interès mèdic de les molècules de senyalització immune, evitant efectes secundaris no desitjats, pot ser un recurs vàlid en les següents generacions.